# 자유극장

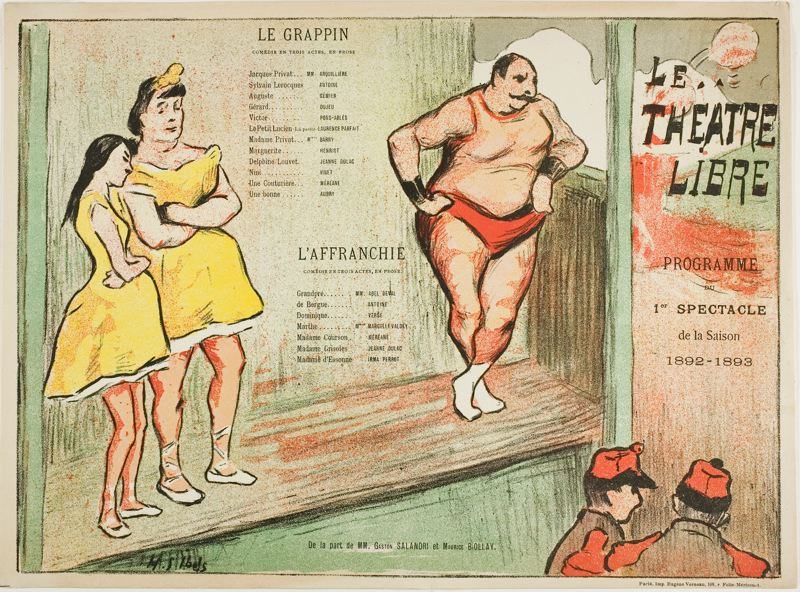
최초 공연: Le Grappin, l'Affranchie (1829~93년)

자유극장(自由劇場, Théâtre Libre)은 프랑스에서 당시 가스 회사의 평범한 사원이었던 앙투안(Andre Antoine, 1857-1943)에 의해 1887년에 창설된 극장이다. 앙투안은 소년 시절부터 연극에 흥미를 갖고 회사에 근무를 하는 한편 '세르크르 고로와'라는 아마추어 극단에서 배우로서 사실적인 연기의 창조에 노력해 왔다. 그는 졸라 문하의 젊은 작가들과 사귀어 공쿠르나 졸라의 후원을 얻어 당시의 극단 풍조에 불만이 많은 동지들과 함께 '자유극장'의 창설공연을 하여 호평을 얻었다. 레퍼토리는 졸라의 소설을 각색한 <작 다므르> 등 1막물 4개이며 연기자는 상점에 근무하는 노동자나 양장점의 여직공 등 아마추어 배우들이었다. 앙투안은 졸라의 자연주의 연극론과 함께 '생(生)의 단편(斷片)'을 무대에 실현시켜 '움직임에 의한 생명'의 극보다도 '생명에 의한 움직임'의 극을 지향해야 한다는 장 줄리앙(Jean Jullien, 1854-1919)의 연극론에 공명하여, 종래의 과장된 몸짓이나 낭랑하게 읊는 연기술(演技術)을 거부하고, 자연스러운, 인생의 진실한 모습을 무대에 재현시키려고 노력했다. 무대에서는 관객석 앞에 제4의 벽은 없다 해도 실제로 거기에 있는 것처럼 연기를 하도록 요구하고 '앙투안의 등(背)'이라고 비유된 객석에 등을 돌린 연기도 여기서는 승인되었다. 또한 소도구 등도 무대에 직접 실물을 갖고 나왔으며 의상도 흔히 일상생활에서 쓰는 것을 사용했다. 이처럼 지나친 사실주의, 연극에서의 허구의 현실과 실인생의 현실을 혼동한 점 등으로 차차 매너리즘에 빠졌으나 당시의 침체하고 형식화된 극계에 큰 충격을 주고, 보다 진실한 연극의 실현에 힘쓴 그의 공적은 위대하다. '자유극장'은 톨스토이의 <어둠의 힘>, 입센의 <유령> <들오리>, 스트린드베리의 <영양 줄리>, 하우프트만의 <방직공> 등의 상연으로 획기적인 성공을 거두었다. 또한 당시의 극단에서는 햇빛을 보지 못했던 자기 나라 신진작가(新進作家)들의 새로운 희곡을 계속해서 상연했음도 경시할 수 없다. 이러한 작가에는 포르토＝리슈(Georges de Porto-Riche, 1849-1930), 외젠 브뤼(Eugene Brieux, 1858-1932), 프랑수아 드 퀴렐(Fran  ois de Curel, 1854-1928), 조르주 쿠르틀린(Georges Courteline, 1858-1929) 들이 있었다. '자유극장'은 예약회원을 모집하여 그 경제적 기초를 굳히려 했으나 경영은 극히 곤란하여 부채(負債) 때문에 1894년에는 앙투안의 손에서 떨어져 나갔으며 1896년에는 마침내 폐장(閉場)하고 말았다.